# Список русских переселенческих посёлков в Туркменистане
Во второй половине XIX века земли современного Туркменистана завоёваны Российской империей. На месте ханств была образована Закаспийская область. В новый край началось переселение русского населения. Но в основном оно шло в города или посёлки при Закаспийской железной дороге, а также вдоль границы с Персией и Афганистаном, в том числе семьями отставных военных нижних чинов, ранее служивших на границе на пограничных постах с этими государствами. В то же время, хотя природные условия были непривычными для русского крестьянина, было принято решение произвести и ограниченное сельское переселение.
В течение 1880-х — 1910-х годов было обустроено несколько десятков посёлков с русским крестьянским населением. Первоначально размер большинства посёлков был небольшим — несколько десятков жителей. Большинство из них располагалась в горных или предгорных долинах Копетдага в округе Ашхабада. Остальные в других местах, но большей частью в горах, так как на равнине и климат был слишком непривычен для русских и все поливные земли были заняты. Несколько посёлков было устроено, как рыболовецкие на побережье Каспийского моря, жители же остальных занимались скотоводством, землепашеством в меньшей степени.
Русское население Закаспийской области категорировалось на: - казаков; - крестьян; - войска; - городское население; - администрацию и чиновничество.

## Список
| Название        | Уезд          | Год основания                 | Поселенцы                                                           | Координаты                                                                            | Другие названия                  | Примечания                        |
| --------------- | ------------- | ----------------------------- | ------------------------------------------------------------------- | ------------------------------------------------------------------------------------- | -------------------------------- | --------------------------------- |
| Николаевский    | Мангышлакский |                               |                                                                     |                                                                                       |                                  | рыболовецкий, сейчас в Казахстане |
| Долгий          | Мангышлакский |                               |                                                                     |                                                                                       |                                  | рыболовецкий, сейчас в Казахстане |
| Заворот         | Мангышлакский | 1892                          |                                                                     | северная оконечность полуострова Бузачи                                               |                                  | рыболовецкий, сейчас в Казахстане |
| Петровский      | Красноводский | 1893                          |                                                                     | 39°47′48″ с. ш. 53°00′44″ в. д.                                                       | Кизыл-Су, Гызылсув               | рыболовецкий                      |
| Александровский | Красноводский | 1892                          |                                                                     | 38°13′24″ с. ш. 55°39′14″ в. д. в 1,5 км западнее от места слияния рек Атрек и Сумбар | Шарлоук                          |                                   |
| Анненковский    | Красноводский | 1896                          |                                                                     | 38°20′27″ с. ш. 56°44′34″ в. д.                                                       | Куруждей                         |                                   |
| Никольский      | Красноводский | 1896                          | православные                                                        | 38°18′19″ с. ш. 56°44′36″ в. д.                                                       | Дузлы-Депе                       |                                   |
| Боголюбовский   | Красноводский | 1909                          | православные из запасных нижних чинов                               | 38°12′50″ с. ш. 56°57′40″ в. д.                                                       | Яман-Яб                          | в н.вр. не существует.            |
| Тумановский     | Асхабадский   | 1898                          | из разных губерний Европейской России                               | 38°30′25″ с. ш. 56°44′16″ в. д.                                                       |                                  |                                   |
| Саратовский 1-й | Асхабадский   | 1892-1895, возобновлён в 1908 | сначала немцы из Саратовской и Самарской губернии, потом неизвестно | 38°03′21″ с. ш. 57°24′49″ в. д.                                                       | Солюкли                          |                                   |
| Дмитриевский    | Асхабадский   | 1891                          |                                                                     | 38°01′53″ с. ш. 57°40′35″ в. д.                                                       | Куркулаб                         |                                   |
| Михайловский    | Асхабадский   | 1888                          |                                                                     | 38°00′53″ с. ш. 57°44′27″ в. д.                                                       | Гермаб                           |                                   |
| Скобелевский    | Асхабадский   | 1891                          | из Камышинского уезда Саратовской губернии                          | 38°04′20″ с. ш. 57°53′00″ в. д.                                                       | Путь Ленинизма                   |                                   |
| Ванновский      | Асхабадский   | 1890                          | из Харьковской и Саратовской губерний                               | 37°57′05″ с. ш. 58°06′31″ в. д.                                                       |                                  |                                   |
| Невтоновский    | Асхабадский   | 1897                          | молокане-прыгуны из разных губерний                                 | 37°52′07″ с. ш. 58°17′12″ в. д.                                                       |                                  |                                   |
| Обручевский     | Асхабадский   | 1894                          | молокане из Эриваньской губернии                                    | 37°38′45″ с. ш. 58°23′58″ в. д.                                                       | Высокое, Гаудан                  |                                   |
| Яблоновский     | Асхабадский   | 1897                          | секта иудействующих из Батума и Самарской губернии                  | 37°48′08″ с. ш. 58°21′56″ в. д.                                                       |                                  |                                   |
| Романовский     | Асхабадский   | 1897                          | молокане-прыгуны из разных губерний                                 | 37°46′54″ с. ш. 58°27′00″ в. д.                                                       |                                  |                                   |
| Рерберговский   | Асхабадский   |                               |                                                                     | 37°44′41″ с. ш. 58°30′26″ в. д.                                                       |                                  |                                   |
| Комаровский     | Асхабадский   | 1894                          | из Тамбовской, Самарской и Пензенской губерний                      | 37°45′06″ с. ш. 58°32′51″ в. д.                                                       |                                  |                                   |
| Куропаткинский  | Асхабадский   | 1894                          | молокане-баптисты из разных губерний                                | 37°47′55″ с. ш. 58°31′40″ в. д.                                                       | Калининский, Багабат             |                                   |
| Янаб            | Асхабадский   | 1906                          |                                                                     | вероятно 37°44′04″ с. ш. 58°32′32″ в. д.                                              |                                  |                                   |
| Хиваабадъ       | Тедженский    |                               |                                                                     |                                                                                       |                                  |                                   |
| Крестовый       | Тедженский    | 1892                          | немцы-лютеране с Саратовской и Самарской губерний                   | 36°26′17″ с. ш. 61°14′35″ в. д.                                                       | Советъяб, Хан-Яб, Ханяп          |                                   |
| Петровка        | Тедженский    | 1904                          | молокане                                                            | 36°15′48″ с. ш. 61°12′11″ в. д.                                                       | Ноуруз-Абадъ                     |                                   |
| Полтавский      | Мервский      | 1896                          |                                                                     | 35°16′09″ с. ш. 62°18′27″ в. д.                                                       |                                  |                                   |
| Алексеевский    | Мервский      | 1892                          | из Волчанского уезда Харьковской губернии                           | 35°17′35″ с. ш. 62°23′35″ в. д.                                                       | Моргуновский, Серхетли           |                                   |
| Козелковский    | Мервский      | 1905                          | немцы                                                               | 37°30′21″ с. ш. 62°10′04″ в. д.                                                       | имени Энгельса, Ленинизм, Мургап | [ 7 ] [ 8 ]                       |
| Гродековский    | Мервский      |                               |                                                                     | несколько километров к северо-востоку от Козелковского, возможно Дайханбирлешик       |                                  |                                   |
| Саратовский 2-й | Мервский      | 1903                          | немцы из Саратовской и Самарской губерний                           | 25-30 вёрст к северу от Мерва на канале Арык-Джар местность Тазанли                   |                                  |                                   |

Большинство поселков названы в честь русских военачальников, участников событий Ахал-текинской экспедиции: Скобелева М.Д., Куропаткина А.Н., Комарова А.В., Гродекова Н.И., Анненкова М.Н., Козелкова П.А., а также губернаторов Закаспийской области Рерберг П.Ф., Туманова Н.Е. и Боголюбова А.А.
Всего к 1911 году в 34 русских посёлках проживало 5 301 человек.
Всего в Закаспийской области Туркестанского края русское население составляло в 1897 г. — 33 273 человека, в 1911 году — 41 671 человек.